# Leon Rotman
Leon Rotman (n. 22 iulie 1934, București) este un canoist evreu român, dublu laureat cu aur la Melbourne 1956 și laureat cu bronz la Roma 1960.
În 2023, Leon Rotman este cel mai în vârstă campion olimpic român, precum și singurul evreu român dublu campion olimpic.

## Începuturi
Leon s-a născut ca al patrulea copil al lui Iosif Rotman, fiind primul băiat după trei fete.
Pe la 8 ani știa să înoate bine și traversa apele mâloase ale Dâmboviței, aducând de vizavi apă rece bună pentru acasă.
La doar 15 ani s-a angajat la Uzinele „Timpuri Noi”, urmând cursul de  calificări pentru strungari. În acest loc a început să se claseze pe primul loc la concursurile de cros. Participa de asemena și la concursuri de lupte.
Într-o după-amiază verii anului 1952 s-a dus la lacul Floreasca, văzând pentru prima dată caiace și canoe gândindu-se că n-ar strica dacă s-ar plimba cu barca. Astfel s-a înscris și la secția de caiac-canoe a „Tânărului Dinamovist”.
După multe nedreptăți pe care le-a întâmpinat la lupte, s-a întors definitiv la practicarea caiacului pe lacul Floreasca. Între timp își schimbase și locul de muncă, lucrând într-un atelier de cazangerie de pe Rahova. „Acolo-povestește Rotman- mă iubeau toți muncitorii și toți mă chemau să fac treabă alături de ei, pentru că eu dădeam cu barosul, eu dădeam la mai la forjă, eu - la foarfecă, eu cam peste tot, dar ei nu știau că râvna și tragerea mea de inimă pentru muncile cele mai grele își aveau explicația ascunsă în dorința de a mă face cât mai puternic... pentru caiac!”
Programul lui Rotman era simplu: ieșea de la ora 15 de la muncă, schimba două tramvaie și urca la ora 16 în caiacul de 4. La 18 ani, devenise „decanul de vârstă” al băieților din echipaj. În fiecare după-miază, antrenamentele se sfârșeau după un dus-întors la Străulești, ceea ce înseamnă cam 15 km, iar când înserarea se lăsa deasupra lacului, toți se întorceau uzi și frânți de oboseală, având bucuria de a găsi la bază două-trei polonice cu mâncare caldă date de către seniori.
Așa o țineau toată săptămâna, iar duminicile participau la concursuri, fiind astfel cunoscuți în București. Preferau să participe la toate probele, chiar și la canoe, mai degrabă niște pseudo-canoe, niște bărci pentru agrement cântărind 50-60 kilograme. În scurt timp au reușit să concureze și la probele de canoe 10+1.

### Festivalului Tineretului, București 1953
În 1953 cu ocazia Festivalului Mondial al Tineretului desfășurat la București, Leon Rotman a avut ocazia să se întreacă în afara concursului propriu-zis cu echipa reprezentativă a țării noastre, pe o pistă de control, contra cronometru, cu plecarea din minut în minut, pe distanța de 10.000 m. Lotul reprezentativ a câștigat, dar nu la o diferență considerabilă. A primit atunci invitația de a rămâne la Snagov pentru întreceri cu scopul de a întări lotul național. Însă faptul că cererea lui nu a fost aprobată la locul de muncă, l-a făcut să se antreneze la simplu prin București. Însă în cele din urmă a ales să concureze la canoe dublu, alegând coechipier pe Costică de la Restaurantul Floreasca. După cum recunoștea însuși marele campion, făcuse tot posibilul ca să demonstreze că el poate depăși toate echipajele clubului Dinamo la care era legitimat. Și Costel nu l-a trădat, ocupând locul II după un alt caiac dinamovist. Cu toate acestea, antrenorul l-a luat la echipa mare numai pe Costel.

### Campionatul național, '53 si '54
La campionatul național, după ce a fost în sfârșit inclus în echipa de seniori a clubului Dinamo, a a vut de suferit de pe urma canoelor care erau mult prea grele pentru concurs. Astfel, marele său concurent de atunci, Dimofte, a câștigat cursa după ce a primit barca Felix, care era una din primele canoe românești profesioniste.
La campionatul național din 1954, Rotman a ieșit învingător după ce a primit și el o râvnită canoe Felix.

### Concursuri internaționale în 1955
De atunci victoriile au început să curgă pentru tânărul Rotman, bătându-l în 1955 pe István Hernek, vicecampion mondial la Maçon cu un an înainte.
La Festivalul Mondial al Tineretului din Polonia (1955), probele de caiac-canoe avănd loc la Poznan, lumea era curioasă să-l vadă pe sportivul român. La primul start s-a considerat că românul a furat startul și cursa s-a întors. La al doilea start a pornit puțin mai târziu, ca să nu fie descalificat. Atunci ungurul Parti și sovieticul Buharin l-au prins între bărcile lor și Rotman s-a răsturnat. Chiar dacă trebuia să repornească cursa, arbitrul a lăsat-o să continue și au venit bărcile de salvare. În acest moment, românul a refuzat ajutorul și și-a împins canoea până la mal, unde a scos apa din ea. S-a așezat la start și a pornit în cursă, reușind să recâștige două minute și clasându-se în final pe locul 4, spre stupefacția și entuziasmul tuturor.
Văzând calitatea și capacitatea concurenților, Leon Rotman a început să se antreneze pentru a ajunge la Jocurile Olimpice. După multe probe a experimentat și noua barcă produsă la Reghin, o canoe “din fâșii” a cărei greutate era de 20–21 kg.

## Perioada de mare performanță

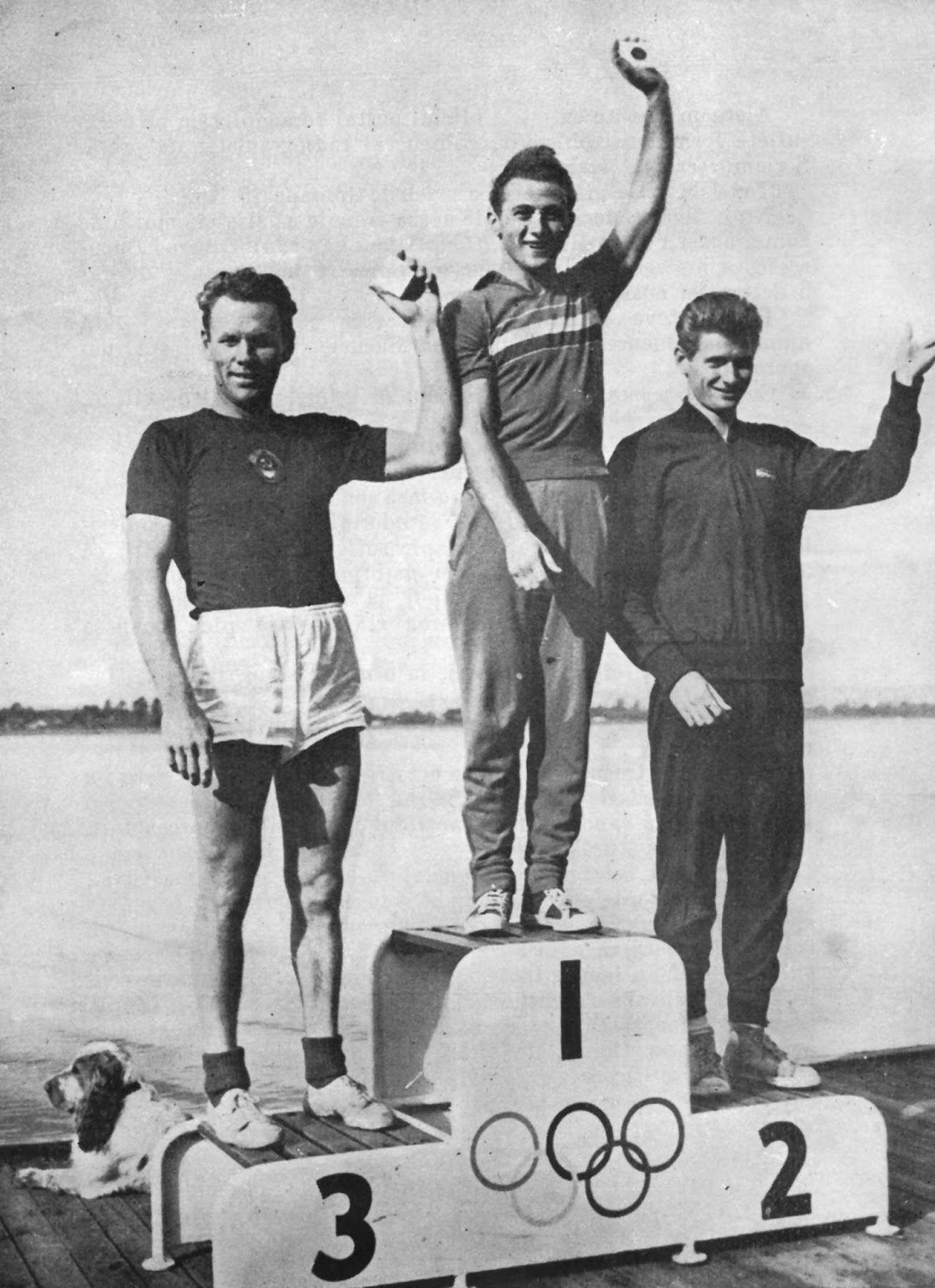
La Jocurile Olimpice din 1956

La vremea aceea era subțirel, avea 1,70 m înălțime și 20 de ani.

### Olimpiada de la Melbourne 1956
Era în plină toamnă 26 octombrie 1956, când România a trimis la Jocurile Olimpice cel mai numeros lot de până atunci. 74 de sportivi care concurau la nouă discipline. Cea mai mare parte a delegației a plecat la Melbourne, dar caiaciștii și canoiștii locuiesc în orășelul Ballarat, la circa 130 de km de Melbourne, unde se află lacul Wendouree.
Deși suferea de o entorsă de gleznă, Rotman a câștigat atât proba de canoe individual de 1000 m, câtși cea de 10000 m, repetând performanța suedezului Gert Fredriksson, care, tot la Melbourne, a câștigat ambele probe la caiac individual. Rotman a fost primul român care să câștige două medalii la aceeași ediție a Olimpiadei.

### Olimpiada și Europenele din '57-'63
La următoarele competiții a avut performanțe ceva mai modeste: locul 5 la Campionatul European din 1957 și 1961 la 1000 m, și locul 7 la Campionatul Mondial la 10.000 m, toate trei la canoe individual. La Olimpiada din 1960, de la Roma, a obținut medalia de bronz pe distanța de 1.000 de metri. Acasă a cîștigat Regata Snagov de șapte ori și 14 titluri naționale înainte de retragerea din activitatea competițională în 1963. Aceasta s-a datorat unei accidentări la umăr, care l-a împiedicat să mai participe la Olimpiada din 1964 de la Tokyo.

## După cariera competițională
După retragerea din competiții, Rotman a activat ca antrenor de canoe la București. A fost component al clubului sportiv Dinamo București al Ministerului Afacerilor Interne și a deținut gradul de căpitan.
Din 1965 Rotman a lucrat ca milițian. În 1972 a fost lovit cu un topor în cap în timp ce încerca să aplaneze un scandal. A reușit să scape cu viață fugind, dar după acest incident a fost pensionat.

## Distincții
- Ordinul Muncii clasa a II-a (18 decembrie 1956) „pentru merite deosebite in pregătire și pentru rezultatele obținute la cea de a XVI-a ediție a jocurilor olimpice care au avut loc la Melbourne”[9]
- Ordinul „Meritul Sportiv” clasa a II-a (8 mai 1968) „pentru contribuția deosebită adusă la dezvoltarea mișcării de cultură fizică și sport și pentru merite deosebite în activitatea sportivă de performanță, cu prilejul împlinirii a 20 de ani de la înființarea Clubului sportiv «Dinamo»-București al Ministerului Afacerilor Interne”[8]
- Ordinul Național „Pentru Merit”, în grad de ofițer, prin decret prezidențial, în anul 2000[5]
- „Meritul Sportiv”,  tot prin decret prezidențial, în anul 2008[5]
- Ordinul Național „Pentru Merit”, în grad de Comandor, prin decret prezidențial, în anul 2019[10]
- Colanul de Aur al COSR, în anul 2023[4]